# Circondario di Nara
Il circondario di Nara è un circondario del Mali facente parte della regione di Koulikoro. Il capoluogo è Nara.

## Geografia antropica

### Suddivisioni amministrative
Il circondario di Nara è suddiviso in 11 comuni:
- Allahina
- Dabo
- Dilly
- Dogofry
- Fallou
- Guénéibe
- Guiré
- Koronga
- Nara
- Niamana
- Ouagadou